# Авторульовий
Авторульови́й, автокермови́й, автостернови́й — прилад, який призначений для автоматичного керування рульовим приводом будь-якого судна і утримує корабель на заданому курсі.
Авторульовий являє собою основну частину тієї системи, яка автоматично регулює курс корабля.